# Thierno Faty Sow
Thierno Faty Sow (Thiès, Senegal, 23 de desembre de 1941 - Dakar 6 de desembre de 2009) és un cineasta senegalès.

## Biografia
És conegut sobretot per la seva col·laboració amb el seu amic Ousmane Sembène per al seu quart llargmetratge, Camp de Thiaroye per a la qual també va escriure els diàlegs. Se'ls va atorgar el Gran Premi del Jurat a la 45a Mostra Internacional de Cinema de Venècia el 1988.
A més de director, Thierno Faty Sow és ocasionalment actor. Va fer un petit paper a La Nuit africaine, una pel·lícula realitzada per a televisió per Gaston Kaboré i Gérard Guillaume (1990), o la de Benoît a Guelwaar (1992) d'Ousmane Sembène.
Va morir el 6 de desembre de 2009 a Dakar.

## Filmografia
- 1970 : La journée de Djibril N'Diaye
- 1970 : Guereo, village de Djibril N'Diaye, 90 min, blanc i negre
- 1974 : L'Option (Mon beau pays), 90 min, color, rodada en wolof
- 1976 : Adios, minisèrie dirigida per André Michel (ajudant de director) 1a part
- 1977 : Exode rural
- 1977 : Education sanitaire
- 1977 : Feux de brousse[2]
- 1977 : Sunu koppe
- 1981 : L'Œil, 80 min, couleur
- 1987 : Camp de Thiaroye (codirector amb Ousmane Sembène, 157 min, color, francès i wolof)